# Pilidiostigma tropicum
Pilidiostigma tropicum är en myrtenväxtart som beskrevs av Lindsay Stewart Smith. Pilidiostigma tropicum ingår i släktet Pilidiostigma och familjen myrtenväxter. Inga underarter finns listade i Catalogue of Life.